# 黒どこ

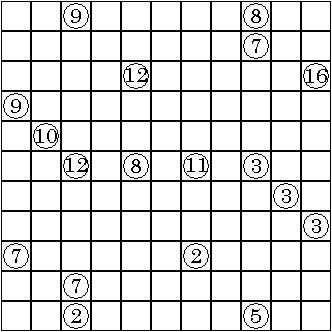
例題

黒どこ（くろどこ）は、ルールに従って黒マスを配置するペンシルパズルの名称である。

## ルール
1. 数字は、その数字から上下左右の各方向に連続していくつの白ますがあるかの合計を示す。
2. 数字が入るますは常に白ますになる。
3. 黒マスは上下左右に隣り合わず、盤面を分断しない（黒マスルール参照）。

## 歴史
パズル通信ニコリ34号（1991年なつ分）に「黒マスはどこだ」のタイトルで初めて登場した。作者は当時読者だったTea.Mである。作者によれば「ひとりにしてくれは盤面に数字が詰まっているのでそれを減らせないか」というのが考案の原点だったらしい。
39号から毎号掲載されるようになり、60号からいわゆる定食パズルに昇格している。90号で特集が組まれ107号まで毎号掲載されていた。
2008年4月10日発行の「パズルBOX9」以降、名称を短縮し、「黒どこ」とした。

## 解法
黒どこを解く場合、最初は黒マスよりも白マスになるマスを探すことのほうが多い。
多くの場合、最初の手がかりとなるのは（盤面の縦横のマスの数よりも）大きい数（上の例題の場合右上の16が該当する）である。上下（又は左右）のすべてのマスが白マスだったとしても数字より少ないため、足りない分の白マスが左右（又は上下）に来ることが分かる。
2の周りのマスのうち1つが白マスならば残りの3マスは黒マスになる。数字が入るマスは白マスなので2が他の数字と接している場合（例題の左下）2の周りの黒マスが確定する。
数字の近くに白マスが確定することによって、「ここを白くすると白マスの数が多くなるからここは黒マスになる」「白マスの数が数字と一致したからその隣のマスは黒マス」といった手順によって黒マスの位置が決まっていく。
黒マスの隣のマスは白マスである。このため、数字から斜めの位置に黒マスが存在すると白マスが2マス確定する。このため2の斜めの位置には黒マスが存在しない（常に白マスになる）。